# نوا سانگوی
نوا سانگوی (انگلیسی: Nhoa Sangui؛ زادهٔ ۲۹ اوت ۲۰۰۶) بازیکن فوتبال اهل فرانسه است که در حال حاضر برای باشگاه فوتبال استاد رنس بازی می‌کند.

## دوران باشگاهی
نوا سانگوی در سال ۲۰۲۱ به آکادمی جوانان باشگاه فوتبال استاد رنس پیوست. در سال ۲۰۲۲، او به تیم ذخیره‌های این باشگاه ارتقا یافت و در تاریخ ۱۲ ژوئیه ۲۰۲۳، اولین قرارداد حرفه‌ای خود را با باشگاه فوتبال استاد رنس امضا کرد. او اولین بازی حرفه‌ای و بزرگ خود را در تاریخ ۲۱ اکتبر ۲۰۲۴ در مسابقه جام حذفی فوتبال فرانسه برابر سوشو انجام داد که با نتیجه ۲–۲ و شکست ۵–۴ در ضربات پنالتی به پایان رسید.

## دوران ملی
وی همچنین در تیم‌های ملی فوتبال زیر ۱۶ سال فرانسه، زیر ۱۷ سال فرانسه و زیر ۱۸ سال فرانسه بازی کرده است.